# Kálmán Móricz
Kálmán Móricz-Técsői (ur. 21 czerwca 1874 w Săcueni, zm. 17 listopada 1953 w Debreczynie) – węgierski strzelec, olimpijczyk.
Startował na Letnich Igrzyskach Olimpijskich 1908. Wystąpił w karabinie dowolnym w trzech postawach z 300 m, w którym zajął 49. miejsce. Wyprzedził wyłącznie Ossiana Jörgensena i Lorentsa Jensena. W wielu źródłach Kálmána Móricza wzmiankowano pod imieniem István, jednak były to dwie różne osoby (drugi z nich był szermierzem).

## Wyniki

### Igrzyska olimpijskie
| Igrzyska    | Konkurencja                          | Wynik                  | Miejsce | Źródło |
| ----------- | ------------------------------------ | ---------------------- | ------- | ------ |
| Londyn 1908 | Karabin dowolny, trzy postawy, 300 m | 490 pkt. (189–179–122) | 49      | [ 1 ]  |